# 少卿
少卿為中国古代官制之一。
在清朝，為大理寺、太常寺、光祿寺、太僕寺、鴻臚寺等中央部門的副首長。上級首長為卿。

## 品級與編制
- 大理寺少卿，正四品，滿漢各一人。下轄左右寺丞、左右評事、堂評事、司務、筆帖式。
- 太常寺少卿，正四品，滿漢各一人。下轄寺丞、典簿、博士、司庫、所牧、協律郎、讀祝官、贊禮郎、司樂、筆帖式。
- 光祿寺少卿，正五品，滿漢各一人。下轄大官署、珍饈署、良醞署、掌醢署之署正、署丞、典簿、銀庫司庫、筆帖式。
- 太僕寺少卿，正四品，滿漢各一人。下轄員外郎、主事、主簿、筆帖式。
- 鴻臚寺少卿，從五品，滿漢各一人。下轄主簿、鳴贊、序班、筆帖式。